# 活水女子短期大学
活水女子短期大学（かっすいじょしたんきだいがく、英語: Kwassui Women's Junior College）は、長崎県長崎市東山手町1-50に本部を置いていた日本の私立大学である。1950年に設置され、2005年に廃止された。大学の略称は活短。

## 概要

### 大学全体
- 長崎県長崎市に所在した日本の私立短期大学で、設置主体は学校法人活水学院[注 3]。
- 国内で最初に認可された短期大学149校[注 4]の1校として、1950年に3学科体制で開学した[3]。さらに1977年には学科の増設により最大で4学科を擁するようになった。
- 2003年度の入学生を最後に[注釈 2]、2005年に短期大学としての使命を終える[注釈 3]

### 建学の精神（校訓・理念・学是）
- 学是は「キリスト教精神による全人的教育」となっている。

### 教育および研究
- キリスト教精神による全人的教育が特徴となっていたことから、「キリスト教学」といった一般教育科目やチャペルアワーなどがあった。

### 学風および特色
- 1879年、エリザベス・ラッセル宣教師により設置された「活水女学校」が起源となっており、その伝統からキリスト教思想に基づいた教育がベースとなっていた。

## 沿革

### 女学校時代
- 1879年
  - 12月 エリザベス・ラッセル宣教師によって東山手16番地に女学校が創立される（創立時の正式な校名は不明）。
- 1881年
  - 8月 - 校名を「活水女学校」と定める[注 5]
- 1884年
  - 10月 蛍雪会を創設。
- 1887年
  - 4月 - 初等科・中等科・高等科・音楽科・技芸部を設置。
- 1892年
  - 6月 - 活水同窓会が発足。
- 1911年
  - 4月1日
    - 中等科と高等科を統合し、大学部に改編。これとは別に専門部を設置する。
    - 初等科を高等女学部に改組。
    - 小学部課程の修業年限を6年とする。
- 1918年
  - 7月 校章を制定。

### 女学校・女子専門学校併設時代
- 1919年
  - 3月 活水女学財団法人の設立が認可される。大学部を改組し、専門学校令による活水女子専門学校とし、英文科を設置。
  - 6月 創立者エリザベス・ラッセルが藍綬褒章を受章。
- 1922年
  - 4月 専門部に家政科を置く。
- 1923年
  - 12月 初代校歌を制定。
- 1926年
  - 10月 鉄筋コンクリート造4階建ての女学校新校舎が完成。
- 1928年
  - 9月 創立者エリザベス・ラッセルが死去（92歳）。同年12月に追悼式を執行。
- 1933年
  - 1月 鉄筋コンクリート造4階建ての女子専門学校の新校舎が完成（女学校校舎と接続）。
- 1942年
  - 4月 第二代校歌を制定。初代校歌は創立記念の日の歌とする。
- 1944年
  - 2月 女学校高等女学部を活水高等女学校に改組する。
  - 4月 女学校専門部の家政科と音楽科を女子専門学校に昇格。
- 1945年
  - 8月9日 長崎市への原子爆弾投下により、職員9名、生徒80名が犠牲となる。
  - 11月 家政科を保健科・被服科に改編。
- 1947年
  - 4月1日 学制改革（六・三制の実施）により、新制中学校が併設され、「活水中学校」と命名。
  - 生徒募集は継続し、高等女学校1・2年修了者を新制中学校2・3年生として収容。
- 1948年
  - 1月 女子専門学校の保健科を栄養保健科に改称し、栄養士養成施設とする。
  - 4月1日 学制改革（六・三・三制の実施）により、高等女学校が廃止され、新制高等学校「活水高等学校」が発足。
- 1949年
  - 7月 寄宿舎を新築。

### 短期大学の設立以後
- 1949年
  - 10月 文部省[注釈 4]に短期大学[注 6]の設置認可に関する申請を行う[注 7]。なお、学科・専攻は以下の通りとなっている[注 8]。
    - 英文科 入学定員50名
    - 家政科 入学定員60名
    - 音楽科 入学定員10名
- 1950年
  - 3月14日 左記を以て短期大学の設置が文部省[注釈 4]より認可される[注 9]。
  - 4月1日 左記を以て活水女子短期大学が以下の学科体制にて開学[注 10]。
    - 英文科 入学定員50名
    - 家政科 入学定員60名
    - 音楽科 入学定員10名
- 1951年
  - 3月3日 学校法人が成立する[17]。
- 1952年
  - 4月1日 英文科の入学定員を50→80に増員[注 11]
- 1954年
  - 3月20日 専攻科の設置が認められ、以下の課程を設ける[21]。
    - 英文専攻 入学定員20名
    - 食物専攻 入学定員30名
    - 音楽専攻 入学定員10名

  - 5月1日 学生数[22]/定員
    - 英文科 171[注釈 5]/160
    - 家政科 181[注釈 5]/120
    - 音楽科 28[注釈 5]/20
- 1955年
  - 4月1日 この年度の入学生より、音楽科の修業年限を2年制から3年制に拡大[注 12]
- 1958年
  - 5月1日 学生数[25]/定員
    - 英文科 181[注釈 5]/160
    - 家政科 224[注釈 5]/120
    - 音楽科 30[注釈 5]/30
- 1966年
  - 4月1日 以下、学科の増員を行う[注 13]。
    - 英文科 80→100
    - 家政科 60→180
    - 音楽科 10→16

  - 5月1日 学生数[29]/定員
    - 英文科 270[注釈 5]/180
    - 家政科 358[注釈 5]/240
    - 音楽科 48[注釈 5]/36
- 1967年
  - 5月1日 学生数[30]/定員
    - 英文科 275[注釈 5]/200
    - 家政科 370[注釈 5]/360
    - 音楽科 50[注釈 5]/42
- 1968年
  - 4月1日 以下、各学科の増員または専攻分離あり[注 14]。
    - 家政科
      - 家政専攻 入学定員120名
      - 食物栄養専攻 入学定員60名

    - 音楽科 16→20
      - 器楽専攻 入学定員10名
      - 声楽専攻 入学定員10名

  - 専攻科[注 15]
    - 英文専攻 20→30
    - 食物専攻 30→60

  - 5月1日 学生数[37]/定員
    - 英文科 282[注釈 5]/200
    - 家政科 385[注釈 5]/360
    - 音楽科 57[注釈 5]/52
- 1970年
  - 5月1日 学生数[38]/定員
    - 英文科 300[注釈 5]/200
    - 家政科 398[注釈 5]/360
    - 音楽科 72[注釈 5]/60
- 1976年
  - 4月1日 学科・専攻の入学定員を以下の通り増員する[注 16]。
    - 英文科 100→180
    - 家政科
      - 家政専攻 120→200
      - 食物専攻 60→100

  - 5月1日 学生数[42]/定員
    - 英文科 388[注釈 5]/280
    - 家政科 625[注釈 5]/480
    - 音楽科 78[注釈 5]/60
- 1977年
  - 4月1日 以下の学科を増設する[43]。
    - 日本文学科 入学定員50名[注 17]

  - 5月1日 学生数[45]/定員
    - 英文科 378[注釈 5]/360
    - 家政科 636[注釈 5]/600
    - 音楽科 75[注釈 5]/60
    - 日本文学科 71[注釈 5]/50
- 1978年
  - 5月1日 学生数[46]/定員
    - 英文科 371[注釈 5]/360
    - 家政科 630[注釈 5]/600
    - 音楽科 78[注釈 5]/60
    - 日本文学科 143[注釈 5]/100
- 1982年
  - 4月1日 音楽科の各専攻における入学定員を以下の通り増員する[注 18]。
    - 器楽専攻 10→25
    - 声楽専攻 10→20

  - 5月1日 学生数[52]/定員
    - 英文科 378[注釈 5]/360
    - 家政科 647[注釈 5]/600
    - 音楽科 109[注釈 5]/85
    - 日本文学科 129[注釈 5]/100
- 1983年
  - 5月1日 学生数[53]/定員
    - 英文科 389[注釈 5]/360
    - 家政科 636[注釈 5]/600
    - 音楽科 123[注釈 5]/110
    - 日本文学科 132[注釈 5]/100
- 1984年
  - 5月1日 学生数[54]/定員
    - 英文科 387[注釈 5]/360
    - 家政科 621[注釈 5]/600
    - 音楽科 140[注釈 5]/135
    - 日本文学科 ？[注 19]/100
- 1985年
  - 5月1日 学生数[55]/定員
    - 英文科 385[注釈 5]/360
    - 家政科 629[注釈 5]/600
    - 音楽科 127[注釈 5]/135
    - 日本文学科 132[注釈 5]/100
- 1986年
  - 5月1日 学生数[56]/定員
    - 英文科 385[注釈 5]/360
    - 家政科 629[注釈 5]/600
    - 音楽科 116[注釈 5]/135
    - 日本文学科 133[注釈 5]/100
- 1987年
  - 4月1日 日本文学科の入学定員を50→90に増員[注 20]。
  - 5月1日 学生数[62]/定員
    - 英文科 386[注釈 5]/360
    - 家政科 639[注釈 5]/600
    - 音楽科 130[注釈 5]/135
    - 日本文学科 167[注釈 5]/140
- 1988年
  - 5月1日 学生数[63]/定員
    - 英文科 384[注釈 5]/360
    - 家政科 615[注釈 5]/600
    - 音楽科 147[注釈 5]/135
    - 日本文学科 200[注釈 5]/180
- 1991年
  - 4月1日 以下、学科及び専攻の改称あり[注 21]。
    - 家政科→生活学科
      - 家政専攻→生活専攻
      - 食物専攻→食物栄養専攻

  - 5月1日 学生数[66]/定員
    - 英文科 383[注釈 5]/360
    - 生活学科 308[注釈 5]/300
      - 家政科 316[注釈 5]/300

    - 音楽科 161[注釈 5]/135
    - 日本文学科 188[注釈 5]/180
- 1992年
  - 5月1日 学生数[注 22]/定員
    - 英文科 382[注釈 5]/360
    - 生活学科 624[注釈 5]/300
    - 音楽科 176[注釈 5]/135
    - 日本文学科 216[注釈 5]/180
- 1993年
  - 4月1日 以下の学科・専攻については、この年度で学生募集を最終とする[注 23]。
    - 音楽科
      - 器楽専攻[注釈 6]
      - 声楽専攻[注釈 6]

  - 5月1日 学生数[71]/定員
    - 英文科 389[注釈 5]/360
    - 生活学科 636[注釈 5]/300
    - 音楽科 172[注釈 5]/135
    - 日本文学科 226[注釈 5]/180
- 1994年
  - 4月1日 生活学科の各専攻について、以下の通り減員する[注 24]。　
    - 生活専攻 200→175
    - 食物栄養専攻 100→90　

  - 5月1日 学生数[74]/定員
    - 英文科 422[注釈 5]/360
    - 生活学科 611[注釈 5]/565
    - 音楽科 118[注釈 5]/90
    - 日本文学科 211[注釈 5]/180
- 1995年
  - 4月1日 以下の学科については、この年度で学生募集を最終とする[注 25]。
    - 日本文学科[注 26]

  - 5月1日 学生数[77]/定員
    - 英文科 420[注釈 5]/360
    - 生活学科 543[注釈 5]/530
    - 音楽科 59[注釈 5]/45
    - 日本文学科 202[注釈 5]/180
- 1996年
  - 4月1日 英文科の入学定員を180→120に減員[75]。
  - 5月1日 学生数[78]/定員
    - 英文科 330[注釈 5]/300
    - 生活学科 509[注釈 5]/530
    - 日本文学科 98[注釈 5]/90
- 1997年
  - 5月1日 学生数[79]/定員
    - 英文科 287[注釈 5]/240
    - 生活学科 496[注釈 5]/530
- 1998年
  - 4月1日 この年度における出来事を以下、列挙する。
    - 生活学科生活専攻の入学定員を175→100に減員[注 27]。
    - 専攻科食物専攻が以下の通りに改組される[注 28]。
      - 食物栄養専攻 60→30

  - 5月1日 学生数[84]/定員
    - 英文科 271[注釈 5]/240
    - 生活学科 468[注釈 5]/455
- 1999年
  - 5月1日 学生数[85]/定員
    - 英文科 269[注釈 5]/240
    - 生活学科 467[注釈 5]/380
- 2001年
  - 4月1日 以下の出来事を列挙する[注 29]。
    - 英文科を英語科に改称
    - 以下については、この年度で学生募集を最終とする[注 30]。
      - 生活学科食物栄養専攻
- 2002年
  - 4月1日 入学定員減を以下の通り行う[注 31]。
    - 生活学科 190→100[注 32]
    - 英語科 120→60
- 2003年
  - 4月1日 この年度で短期大学としての学生募集を最終とする[注釈 2]。
- 2005年
  - 5月30日 左記をもって正式に廃止となる[注 33]。

## 基礎データ

### 所在地
- 長崎県長崎市東山手町1-50[注釈 1]

### 象徴
- キリストの十字架をイメージしたものとなっていた[注 34]。

## 教育及び研究

### 学科
- 英語科 入学定員60名[注釈 7]
- 生活学科 入学定員100名[注釈 7]
  - 生活専攻→生活学科
  - 食物栄養専攻 入学定員90名[注 35]
- 音楽科
  - 器楽専攻 入学定員25名[注釈 8]　
  - 声楽専攻 入学定員20名[注釈 8]
- 日本文学科 入学定員90名[注 36]

### 専攻科
- 食物栄養専攻 入学定員30名：食物栄養系の短期大学卒業者が上級クラスの栄養職を目指すひとのための専攻課程で大学評価・学位授与機構に認定されていた。
- 音楽専攻 入学定員10名[注 37]
- 英文専攻 入学定員30名[注 38]

### 取得資格
教職課程
- 中学校教諭二種免許状[注 39]
  - 英語:英文科[91]
  - 家庭:生活学科[注 40]
  - 音楽:音楽科
  - 国語:日本文学科
- 短期大学が開学した当初は中学校教諭ほか高等学校教諭仮免許状（英語・家庭・保健・音楽）の教職課程を併設していた[105]。
  - 英語:英文科
  - 家庭・保健;家政科
  - 音楽:音楽科

#### その他の資格
- 栄養士:生活学科食物栄養専攻[注 41]
- 管理栄養士受験資格・栄養学士:専攻科食物栄養専攻

## 研究
- 『活水論文集』[108]

## 学生生活

### 部活動等
- 体育系
  - バレーボール・バスケットボール・バドミントン・テニス・弓道・ワンダーフォーゲル・卓球・フラメンコ・水泳ほか。
- 文化系
  - 文芸・マンドリン・美術・ユースホステル・写真・ESS・華道・茶道・放送・落語・アンサンブル・ハンドベル・演劇・音楽ボランティア・インターネット・YWCAなどの文化系のクラブがあった。

### 学園祭
- 活水女子短期大学の学園祭は「蛍雪会」と呼ばれ、1884年より続いていた伝統ある学園祭となっていた。

## 大学関係者と組織

### 大学関係者組織
- 活水女子短期大学には同窓会組織があり、活水学院が創設された時分に創立された。
- 父母会が1981年に創設された。

### 著名な出身者
- 槌田禎子（テレビ長崎報道部部長。元アナウンサー・佐世保支局記者）
- 湯屋敦子（女優、声優）
- 鳥取三津子（日本航空第14代代表取締役社長）

## キャンパス
- 図書館・体育館・学生寮

## 卒業後の進路

### 編入学・進学実績
- 系列の活水女子大学ほか長崎大学・立命館大学・関西学院大学などがある。

## 他大学との協定
欧米
- ウィスコンシン大学（アメリカ合衆国）
- ピッツァ大学（同上）
- ランドルフ・メイコン女子大学（同上）
- ノッティンガム大学（イギリス）

アジア・オセアニア
- オークランド大学（ニュージーランド）
- 上海外国語大学（中華人民共和国）

## 関連サイト
- 活水女子大学（活水女子大学ウェブサイト）